# Mitoyo
Mitoyo (三豊市, Mitoyo-shi) és una ciutat i municipi de la prefectura de Kagawa, a la regió de Shikoku, Japó. Per població, Mitoyo és el tercer municipi de Kagawa i el dotzé de la regió de Shikoku.

## Geografia
El municipi de Mitoyo està situat a la part occidental de la prefectura de Kagawa, al nord-est de l'illa de Shikoku. Geogràficament, el municipi comprén una part principal a l'illa de Shikoku i una illa a la mar interior de Seto, l'illa d'Awa, a més de la península de Shōnai. El terme municipal de Mitoyo limita amb els de Kanonji al sud-oest; amb la prefectura de Tokushima al sud i amb Tadotsu, Zentsūji, Kotohira i Mannō a l'est. Al nord fa costa amb la mar interior de Seto.

## Història
Des d'almenys el període Heian fins a la fi del període Tokugawa, l'àrea on actualment es troba la ciutat de Mitoyo va formar part de la província de Sanuki. La ciutat de Mitoyo es fundà l'1 de gener de 2006 amb la fusió de les set viles del ja desaparegut districte de Mitoyo: Mino, Nio, Saita, Takase, Takuma, Toyonaka i Yamamoto.

## Política i govern

### Alcaldes
En aquesta taula només es reflecteixen els alcaldes democràtics, és a dir, des de l'any 1947. En el cas particular de Mitoyo, la llista comença el 2006, quan es funda el municipi.
| Alcalde          | Inici del mandat | Fi del mandat | Partit | Partit |
| Tadashi Yokoyama | 2006             | 2017          |        | Ind    |
| Akishi Yamashita | 2017             |               |        | Ind    |

## Demografia
| 1920   | 1930   | 1940   | 1950   | 1960   | 1970   | 1980   |
| ------ | ------ | ------ | ------ | ------ | ------ | ------ |
| 69.504 | 73.608 | 72.679 | 94.403 | 84.827 | 75.210 | 77.939 |
| 1990   | 2000   | 2010   | 2020   | 2030   | 2040   | 2050   |
| 77.284 | 73.494 | 68.532 | 62.005 | -      | -      | -      |

## Transport

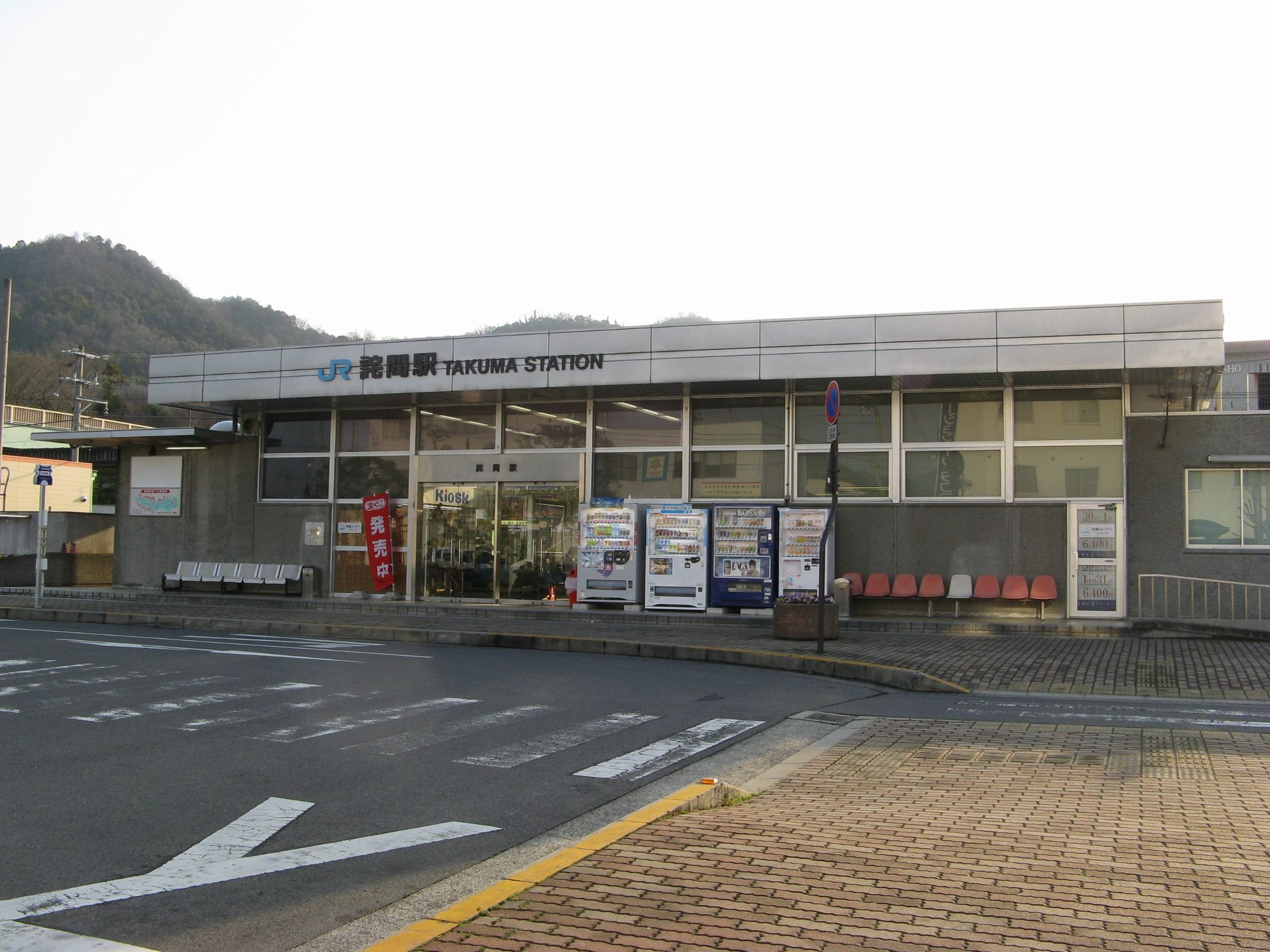
Estació de Takuma

### Ferrocarril
- Companyia de Ferrocarrils de Shikoku (JR Shikoku)
  - Tsushimanomiya - Takuma - Mino - Takase - Hijidai - Motoyama - Sanuki-Saida

### Carretera
- Autopista de Takamatsu
- Nacional 11 - Nacional 32 - Nacional 377 - Nacional 319

## Agermanaments
- Tōyako, Hokkaido, Japó. (1 de juliol de 2007)
- Hapuchon, província de Gyeongsangnam, república de Corea. (13 de juliol de 2007)
- Minami, prefectura de Tokushima, Japó. (21 de juliol de 2007)
- Sanyuan, Xianyang, província de Shaanxi, RPX. (13 de gener de 2009)